# China (Vangelis)
China è il settimo album in studio del musicista greco Vangelis, pubblicato nel 1979 dalla Polydor.

## Descrizione
China, quattordicesima uscita discografica (se si comprendono anche Hypothesis e The Dragon), come intuibile dal titolo stesso, è un concept album sull'omonima nazione ed è caratterizzato da sonorità molto influenzate dalla musica tradizionale del paese.
Oltre a sintetizzatori, drum machines, pianoforte elettrico (con cui è interamente eseguito The Tao of Love) e acustico (soprattutto in The Long March, The Plum Blossom e Himalaya), la strumentazione comprende anche vari flauti e strumenti a corda di tradizione cinese. All'album collaborano il violinista Michel Ripoche (in The Plum Blossom) e gli artisti locali Yeung Hak-Fun and Koon Fook Man (voci in The Little Fete).
L'album fu composto durante un periodo molto attivo della carriera di Vangelis, durante il quale egli esplorò stili accomunati da sonorità elettro-acustiche. Per la realizzazione di quest'album ampliò la gamma di suoni dei sintetizzatori, al fine di ottenere uno stile sonoro completamente ispirato alla musica cinese.
Altri elementi d'ispirazione sono stati la letteratura cinese (The Little Fete è un poema risalente all'VIII secolo a.C., scritto dal poeta cinese Li Bai e tradotto da J. C. Cooper) e la storia rivoluzionaria della Repubblica Popolare Cinese (The Long March).

## Tracce
1. Chung Kuo – 5:31
2. The Long March – 2:01
3. The Dragon – 4:13
4. The Plum Blossom – 2:36
5. The Tao of Love – 2:46
6. The Little Fete – 3:01
7. Yin & Yang – 5:48
8. Himalaya – 10:53
9. Summit – 4:30

## Musicisti
- Vangelis - sintetizzatori, tastiere, pianoforte, flauti tradizionali cinesi
- Michel Ripoche - violino in The Plum Blossom
- Yeung Hak-Fun - voce narrante in The Little Fete
- Koon Fook Man - voce narrante in The Little Fete